# Амедео Бельгийский
Его Императорское и Королевское Высочество принц Амедео (фр. Amedeo Marie Joseph Carl Pierre Philippe Paola Marcus d'Aviano; род. 21 февраля 1986 года, Волюве-Сен-Ламбер, Брюссель, Бельгия) — принц Бельгийский, наследный принц дома Австрийских-Эсте. Старший сын принцессы Астрид Бельгийской и эрцгерцога Лоренца Австрийского-Эсте, первый внук короля Бельгийцев Альберта II.
У Амедео есть младший брат, принц Йоахим (род. 1991), и три сестры: принцесса Мария Лаура (род. 1988), принцесса Луиза Мария (род. 1995) и принцесса Летиция Мария (род. 2003).
С 1991 года Амедео участвует в наследовании бельгийского престола. Когда в 1993 году его дед по материнской линии взошел на трон как король Альберт II, он стал третьим в линии наследования после своего дяди, тогда еще принца Филиппа, и своей матери принцессы Астрид. После вступления в брак Филиппа в 1999 году перспектива Амедео на бельгийский престол уменьшилась, и рождение дочери и наследницы принца Филиппа в 2001 году передвинуло его в очереди наследования на четвёртое место. В настоящий момент он занимает шестую позицию в очереди на бельгийский трон, а также является наследником титула герцога Модены.

## Личная жизнь
15 февраля 2014 года королевский двор Бельгии объявил о помолвке принца Амедео с итальянкой Элизабеттой Марией Росбох фон Волькенштайн.
Свадьба состоялась в Риме в церкви Санта-Мария-ин-Травестере 5 июля 2014 года.
Дети
- дочь Анна Астрид - 17 мая 2016 года в 03.30 по местному времени в госпитале Saint-Pierre в Брюсселе[4]. Рост ребёнка 52 см, вес составил 3300 грамм[5].

- сын Максимилиан - 6 сентября 2019 в 21.05 родился в том же госпитале. Рост ребенка составлял 50 см, вес 3300 грамм[6].
- дочь Аликс - 2 сентября 2023.

## Образование
Принц Амедео получил начальное и частично среднее образование в популярном среди бельгийской аристократии колледже Saint-Jan Berchman. Завершил же среднее образование в 2004 году в Sevenoaks School, в графстве Кент, Великобритания. Принц провел год в Королевской военной академии Бельгии и в 2005 году поступил в Лондонскую школу Экономики, и в 2008 году получил высшее образование.

## Военные звания
Принц Амедео является младшим лейтенантом полка карабинеров принца Бодуэна.